# 2923 Schuyler
2923 Schuyler è un asteroide della fascia principale. Scoperto nel 1977, presenta un'orbita caratterizzata da un semiasse maggiore pari a 2,4551209 UA e da un'eccentricità di 0,1306237, inclinata di 2,87229° rispetto all'eclittica.